# La tabla rasa
La tabla rasa: La negación moderna de la naturaleza humana es un libro escrito por Steven Pinker y publicado en inglés (The Blank Slate: The Modern Denial of Human Nature) por Viking en 2002 y en español por Paidós en 2003, en traducción de Roc Filella Escola. En el libro se critican los modelos basados en el concepto de tabla rasa en las ciencias sociales y se defiende que el comportamiento humano es en buena medida consecuencia de adaptaciones que la psicología evolutiva puede ayudar a explicar. El libro fue nominado a los premios Aventis en 2013, y fue finalista del Pulitzer.

## Resumen
Pinker defiende que la ciencia moderna ha puesto en tela de juicio tres dogmas entrelazados que constituyen la visión hoy dominante sobre la naturaleza humana en el mundo intelectual: la «tabla rasa», la mente no tiene características innatas (empirismo); el «buen salvaje», la persona nace buena y la sociedad la corrompe (romanticismo), y el «fantasma en la máquina», todos tenemos un alma que toma decisiones sin depender de la biología (dualismo).
Buena parte del libro está dedicada a examinar los miedos a las consecuencias sociales y políticas que se generan al atacar esos tres dogmas: miedos a la desigualdad social, a la imperfectibilidad, al determinismo y al nihilismo. Pinker defiende que estos miedos son non-sequiturs, y que la visión tabla rasa de la naturaleza humana, de ser cierta, sería una amenaza mayor: los seres humanos podríamos ser condicionados a aceptar la servidumbre y la degradación. Pinker defiende que la igualdad política no requiere uniformidad, sino que se trate a la gente como individuos con los mismos derechos; para Pinker, como para Karl Popper, Robert Nozick y otros, igualdad ante la ley e igualdad material no son compatibles. En cuanto al determinismo, Pinker señala que el que domine la explicación cultural sobre la explicación evolutiva no resuelve el problema: como se plantea en el tenedor de Hume, bien nuestras acciones vienen predeterminadas, en cuyo caso no somos responsables, o son producto de la casualidad en cuyo caso tampoco somos responsables.
Pinker argumenta que hay un desajuste entre el equipamiento cognitivo con el que nos ha dotado la evolución y nuestras necesidades presentes. Lo que nos dice la ciencia no siempre coincide con nuestras intuiciones morales. Cuando hipótesis científicas chocan con doctrinas morales se produce el estallido de «guerras culturales»: Pinker debate cómo se manifiestan estas guerras culturales en áreas relacionadas con la política, la violencia, el género, la educación y las artes. 

## Recepción

### Positiva
El psicólogo David Buss lo calificó como “quizá el libro más importante publicado hasta ahora en el siglo XXI”.
El biólogo Richard Dawkins escribió: “No diré que The Blank Slate es mejor que The Language Instinct  o How the Mind Works, pero es tan bueno, lo cual es un gran elogio.” 
El filósofo Daniel Dennett escribió: “[Pinker] vadea con decisión en ciertas áreas de penumbra que rodean estos temas no del todo prohibidos y, con calma y lucidez, junta datos para fundamentar afirmaciones darwinianas sorprendentemente subversivas: que no subvierten aquello que apreciamos adecuadamente, sino que subvierten las falsas capas protectoras de información errónea de que se rodea.” 

### Negativa
El biólogo H. Allen Orr arguyó que el trabajo de Pinker a menudo carece del rigor científico requerido y que puede calificarse de “ciencia blanda”.
El antropólogo Thomas Hylland Eriksen señaló que muchos de los argumentos que Pinker presenta adolecen de la falacia del hombre de paja: “Quizá la debilidad más dañina en libros que tratan de la tabla rasa es su deshonestidad intelectual (evidente en la tergiversación de las ideas de otros), combinada con una fe en soluciones simples a problemas complejos. La pobreza de matices es sorprendente.” 
También Louis Menard, en The New Yorker, aplicó la falacia del hombre de paja a los argumentos de Pinker: “muchas de las páginas de The Blank Slate están dedicadas a arremeter contra el hombre de paja Lockeano-Rousseauniano-Cartesiano que Pinker se ha inventado”.